# West Alto Bonito (Teksas)
West Alto Bonito je naseljeno mjesto za statističke potrebe u američkoj saveznoj državi Teksas. Prema popisu stanovništva iz 2010. u njemu je živjelo 696 stanovnika.